# Dauer (Prenzlau)
Dauer ist ein kleines Dorf im Nordosten Brandenburgs. Seit dem 1. November 2001 ist es Ortsteil der Stadt Prenzlau.

## Geographie
Dauer liegt ca. 9,5 km nordwestlich von der nächsten größeren Stadt Prenzlau entfernt. Unweit des Dorfes verläuft ein weithin sichtbarer Windpark. Dieser entstand als einer der ersten des Landkreises Prenzlau in den frühen 1990er Jahren. Gut sichtbar ist er von der durch Dauer verlaufenden Bundesstraße 109 aus.

## Geschichte
Dauer erhielt seinen Namen 1321 durch Thidericus de Doweren. Bis 1434 war es unter dem Namen Dower bekannt, bevor es seinen heutigen Namen erhielt. Dauer litt stark an den Auswirkungen des Dreißigjährigen Krieges. In den Jahren 1630, 1637 und 1638 wütete die Pest, ehe im Jahre 1639 eine große Hungersnot ausbrach. Zählte Dauer 1616 noch 231 Einwohner, so war der Ort zu diesem Zeitpunkt fast entvölkert. In der Folgezeit erholten sich die Einwohnerzahlen jedoch wieder und im Jahre 1774 zählte man 140, 1890 sogar schon 444 Einwohner.
1861 entstand eine Eisenbahnstrecke, die am Rande Dauers verlief. Trotz großer Bemühungen wurde jedoch keine Haltestelle eingerichtet. Erst 1894 wurde infolge anhaltender Bittgesuche und Petitionen eine Haltestelle mit Güterverladestelle angelegt. Zehn Jahre später entstand zudem eine Postbehörde, die im Mai 1904 eine Telefonverbindung herstellte.
1953 wurde die erste LPG (Landwirtschaftliche Produktionsgenossenschaft) gegründet, was neuerliche Ansiedlungen hervorbrachte und die Entstehung eines Plattenbaus im Osten des Dorfes zur Folge hatte. 1983 wurde der bis dahin zu Dauer gehörende Ortsteil Tornow zu Göritz umgemeindet. Seit 1993 gehörte Dauer zum Amt Prenzlau-Land. Die Bahnstation in Dauer wurde 1995 wieder geschlossen.
Bei der zweiten Gemeindegebietsreform 2001/2002 entschied sich die Mehrheit der Einwohner Dauers für eine Eingemeindung nach Prenzlau. Daher ist Dauer seit dem 1. November 2001 ein Ortsteil von Prenzlau.

## Kultur und Sehenswürdigkeiten

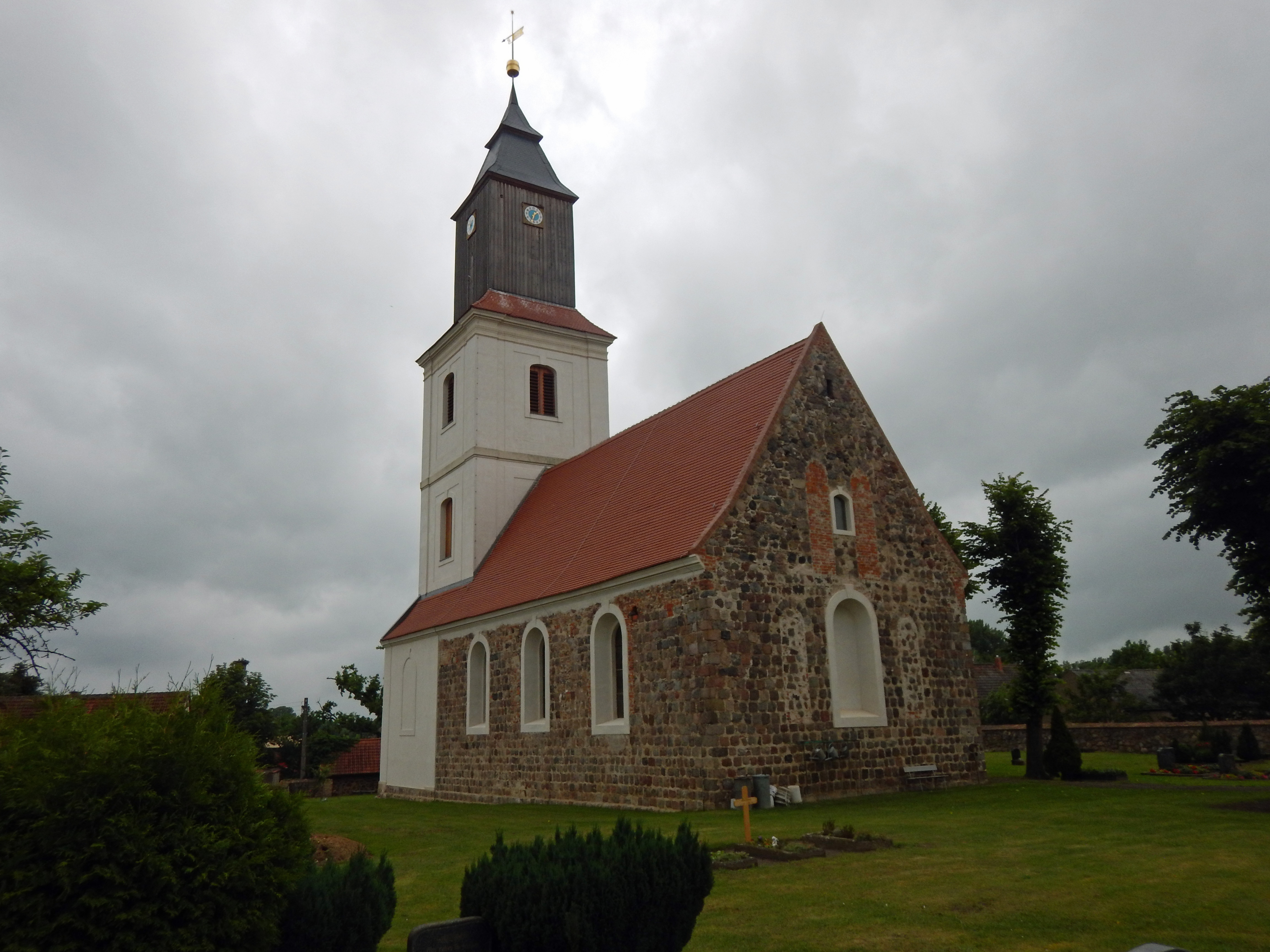
Dorfkirche Dauer

Die Feldsteinkirche des Dorfes stammt aus dem 13. Jahrhundert. Der Turmaufbau ist quadratisch und besitzt einen Helm aus dem Jahre 1738. Der Altaraufbau stammt aus der ersten Hälfte des 18. Jahrhunderts. Gelegenheit für einen Ausflug bietet der ca. 10 km lange Uckerwiesen-Radwanderweg.

## Persönlichkeiten
- Kurt Zellmer, Superintendent i. R., leitete von 1953 bis 1977 die Kirchengemeinde Dauer als Pfarrer[3]